# Ёккок (станция метро)
«Ёккок» (кор. 역곡역) — наземная станция Сеульского метро на Первой (Линия Кёнкин) линии. Одна из 5 станций метро на территории Пучхона.
Она представлена двумя боковыми платформами. Станция обслуживается Корейской национальной железнодорожной корпорацией (Korail). Расположена в квартале Ёккок-дон района Вонмигу города Пучхон (провинция Кёнгидо, Республика Корея). На станции установлены платформенные раздвижные двери.
На Первой линии поезда Кёнвон экспресс (GWː Gyeongwon) и Кёнкин экспресс (GI: Gyeongin) обслуживают станцию; Кёнбусон красный экспресс (GB: Gyeongbu red express) и Кёнбусон зелёный экспресс (SC: Gyeongbu green express) не обслуживают станцию.
Пассажиропоток — на 1 линии 66 386 чел/день (на 2013 год),